# Barbara Dennerlein
Barbara Dennerlein (München, 1964. szeptember 25. –) zenész, hard bop, post-bop és Hammond B3 orgonista.

## Pályafutása

### Fiatalkora
11 évesen kezdett elektromos orgonán játszani. Másfél év tanulás orgonaleckék után autodidakta módon folytatta a gyakorlást. 15 évesen lépett fel először egy jazzklubban, sok esetben a legfiatalabb előadóként, így hamar megtanult tapasztaltabb zenészekkel együtt játszani. A népszerűsége mint "az orgona tornádó Münchenből" 1982-ben kezdett terjedni az első TV szereplése után.

### Kiadói
A harmadik kislemez után létrehozta saját kiadóját 1985-ben. Miután elnyerte a német jazzkritikusi díjat, további három lemezt vett fel az Enja Recordsnál és másik hármat a nemzetközi jazzkiadónál: a Verve Recordsnál. Ezalatt olyan zenészekkel dolgozott együtt, mint Anderson, Randy Brecker, Dennis Chambers, Roy Hargrove, Mitch Watkins és Jeff 'Tain' Watts.

### Hangszere
Dennerlein Hammond-orgonán játszik, szólóban és kvintettben is. A Hammond-orgonához kapcsolva MIDI és további pedálok is tartoznak, így játék közben többféle hangzást is használ egyszerre. Friedrich Gulda hatására kezdett hagyományos orgonán játszani 1994-ben. 2002-ben az első jazzalbumát egy templomi orgonán játszotta fel. 2003-ban már szimfonikus kísérettel vette fel albumának hanganyagát.

### Stílusa
Változékonyan használ blues, romantikus és melankolikus dallamokat, emellett ritmusos swing, funk és latin elemeket is beépítve. Jellegzetes hangzás világa gyors lábmunkát igényel a basszus pedálokon. Gyakran használ szokatlan ritmusváltást és expresszív elemeket.

## Díjai, elismerései
- 1995: "Preis der deutschen Schallplattenkritik" a "Take Off" című albumért.
- 1995: "Jazz Award" szintén a "Take Off" lemezért, mert az év legjobban fogyó jazzalbuma lett.

## Diszkográfiája
- 1983: Jazz Live
- 1984: Orgelspiele
- 1985: Bebab
- 1986: Days Of Wine And Roses
- 1987: Tribute To Charlie
- 1988: Straight Ahead! and Barbara Dennerlein Plays Classics
- 1989: Live On Tour
- 1990: Hot Stuff and Barbara Dennerlein Duo (Bootleg)
- 1991: (Friedrich Gulda) Mozart No End
- 1992: That's Me and Solo
- 1995: Take Off!
- 1997: Junkanoo
- 1999: Outhipped
- 2001: Love Letters
- 2002: Spiritual Movement No.1 (Church organ recording)
- 2004: In A Silent Mood
- 2005: It's Magic
- 2006: The Best Of Barbara Dennerlein
- 2007: Change Of Pace (with Philharmonic Orchestra)
- 2008: Spiritual Movement No. 2 (élőben Kaiser Wilhelm Memorial templomból Berlin)
- 2010: Bebabaloo